# Styles P

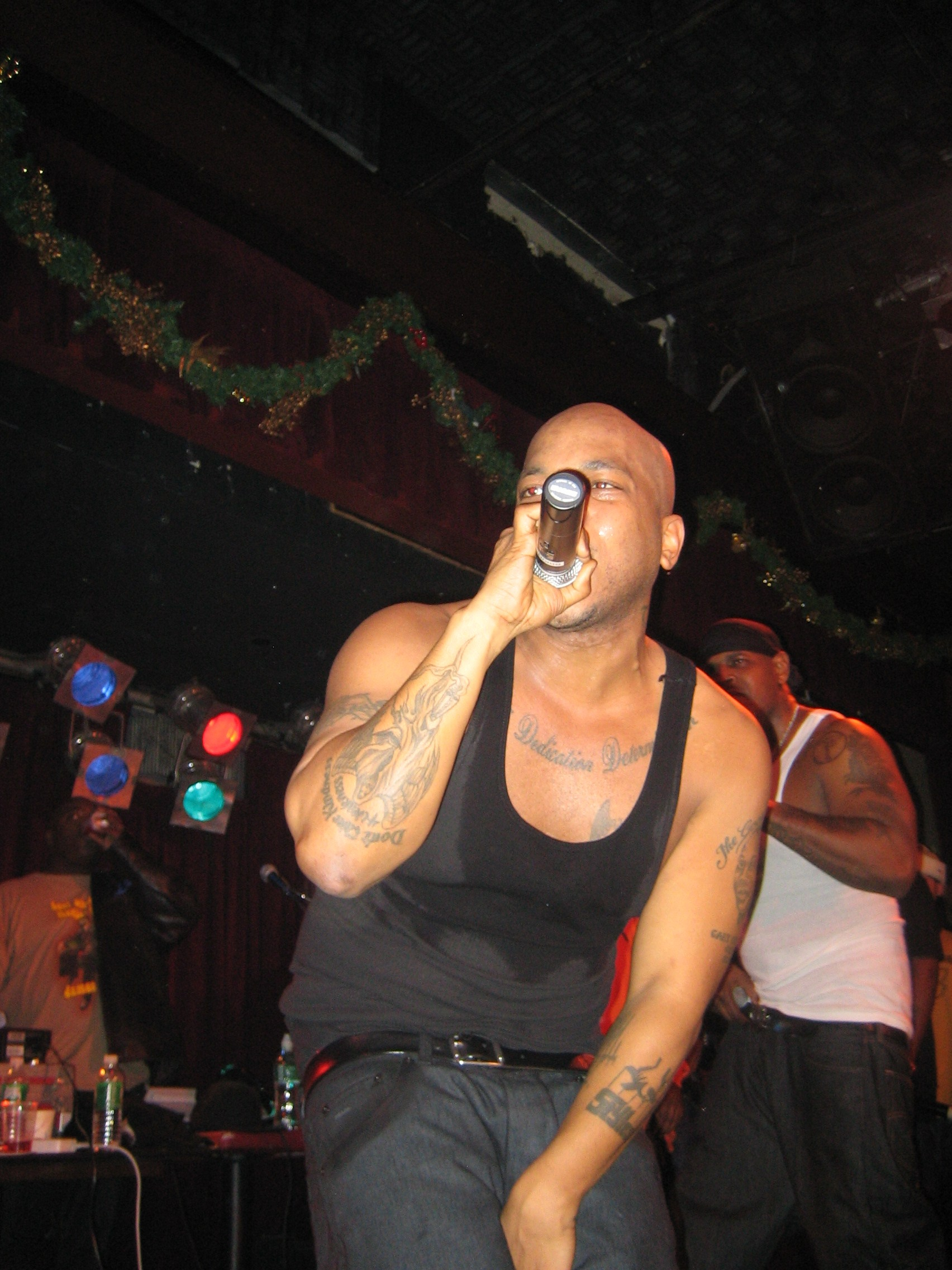
Styles P (2008)

Styles P (* 28. November 1974 in Queens, New York; bürgerlich David Styles) ist ein US-amerikanischer Rapper. Er ist ein Mitglied der Gruppe The Lox.

## Werdegang
Styles P wurde in Queens geboren, wuchs allerdings in Yonkers auf, zusammen mit Jadakiss und Sheek Louch. Mit diesen beiden gründete er 1994 die Rap-Formation The LOX. Nachdem J-Hood zur Crew dazu stieß, nannten sie sich fortan D-Block. Nach zwei Alben als Teil der Gruppe begann er seine Solokarriere 2002 mit der Veröffentlichung seines Debütalbums A Gangster And A Gentleman, das unter dem Künstlernamen Styles erschien und die Goldene Schallplatte der RIAA erhielt. In der Folge kollaborierte er zusammen mit Jadakiss mit Jennifer Lopez auf deren Single Jenny From The Block sowie mit Akon auf dessen Single Locked Up und auf Can You Believe It, eine Single für Styles Ps zweites Album Time Is Money. Das nächste Album folgte dann bereits 2007, mit Super Gangster (Extraordinary Gentleman).

## Diskografie (Auswahl)

### Alben
| Jahr | Titel                                    | Höchstplatzierung, Gesamtwochen, AuszeichnungChartsChartplatzierungen (Jahr, Titel, Platzierungen, Wochen, Auszeichnungen, Anmerkungen) | Anmerkungen                                          |
| Jahr | Titel                                    | US | Anmerkungen                                          |
| ---- | ---------------------------------------- | --- | ---------------------------------------------------- |
| 2002 | A Gangster and a Gentleman               | US6 Gold · (16 Wo.)US | Erstveröffentlichung: 9. Juli 2002                   |
| 2006 | Time Is Money                            | US79 (6 Wo.)US | Erstveröffentlichung: 19. Dezember 2006              |
| 2007 | Super Gangster (Extraordinary Gentleman) | US52 (5 Wo.)US | Erstveröffentlichung: 4. Dezember 2007               |
| 2011 | Master of Ceremonies                     | US33 (3 Wo.)US | Erstveröffentlichung: 4. Oktober 2011                |
| 2013 | Float                                    | US124 (1 Wo.)US | Erstveröffentlichung: 16. April 2013                 |
| 2014 | Phantom and the Ghost                    | US74 (1 Wo.)US | Erstveröffentlichung: 29. April 2014                 |
| 2017 | The Seven                                | US195 (1 Wo.)US | Erstveröffentlichung: 14. April 2017 mit Talib Kweli |
| 2018 | G-Host                                   | US166 (1 Wo.)US | Erstveröffentlichung: 4. Mai 2018                    |
| 2018 | Beloved                                  | US70 (1 Wo.)US | Erstveröffentlichung: 5. Oktober 2018 mit Dave East  |

### Singles
| Jahr | Titel Album                             | Höchstplatzierung, Gesamtwochen, AuszeichnungChartplatzierungen (Jahr, Titel, Album, Platzierungen, Wochen, Auszeichnungen, Anmerkungen) | Höchstplatzierung, Gesamtwochen, AuszeichnungChartplatzierungen (Jahr, Titel, Album, Platzierungen, Wochen, Auszeichnungen, Anmerkungen) | Höchstplatzierung, Gesamtwochen, AuszeichnungChartplatzierungen (Jahr, Titel, Album, Platzierungen, Wochen, Auszeichnungen, Anmerkungen) | Höchstplatzierung, Gesamtwochen, AuszeichnungChartplatzierungen (Jahr, Titel, Album, Platzierungen, Wochen, Auszeichnungen, Anmerkungen) | Höchstplatzierung, Gesamtwochen, AuszeichnungChartplatzierungen (Jahr, Titel, Album, Platzierungen, Wochen, Auszeichnungen, Anmerkungen) | Anmerkungen                                                                       |
| Jahr | Titel Album                             | DE | AT | CH | UK | US | Anmerkungen                                                                       |
| ---- | --------------------------------------- | --- | --- | --- | --- | --- | --------------------------------------------------------------------------------- |
| 2002 | Good Times A Gangster and a Gentleman   | — | — | — | — | US22 (20 Wo.)US | Erstveröffentlichung: 11. August 2002                                             |
| 2002 | The Life A Gangster and a Gentleman     | — | — | — | UK50 (2 Wo.)UK | — | Erstveröffentlichung: 2002 mit Pharoahe Monch                                     |
| 2002 | Jenny from the Block This Is Me... Then | DE7 Gold · (15 Wo.)DE | AT7 (18 Wo.)AT | CH4 Gold · (20 Wo.)CH | UK3 Platin · (13 Wo.)UK | US3 Platin · (20 Wo.)US | Erstveröffentlichung: 26. September 2002 Jennifer Lopez feat. Jadakiss & Styles P |
| 2004 | Locked Up Trouble                       | — | — | — | UK61 Platin · (10 Wo.)UK | US8 ×2Doppelplatin + Gold (Mastertone) · (27 Wo.)US                                                                                      | Erstveröffentlichung: 5. April 2005 Akon feat. Styles P                           |
| 2010 | B.M.F. (Blowin’ Money Fast) Teflon Don  | — | — | — | — | US60 Platin · (16 Wo.)US | Erstveröffentlichung: 29. Juni 2010 Rick Ross feat. Styles P                      |